# Sint-Antonius Kluizenaarkerk (Pottes)

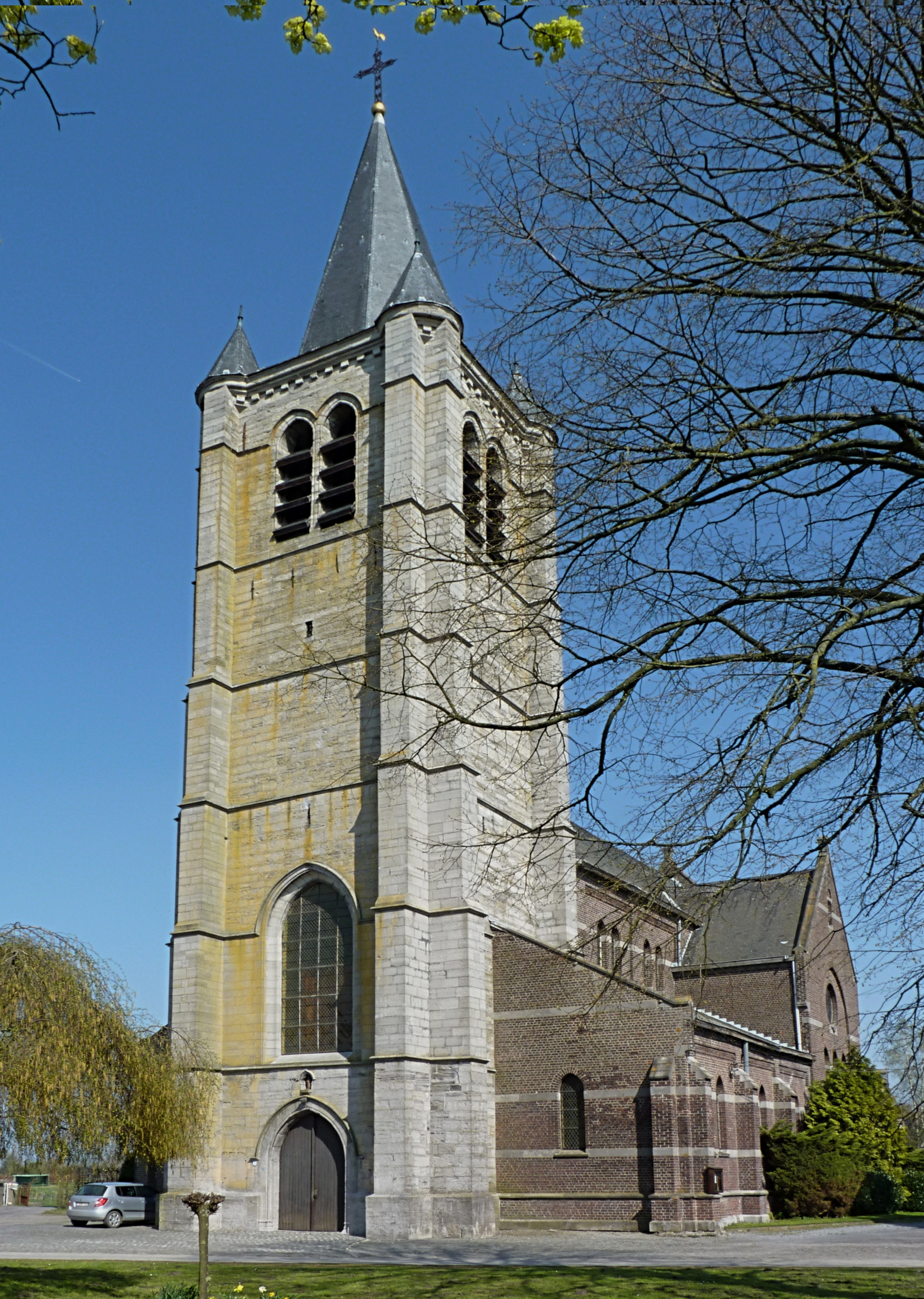
Sint-Antonius Kluizenaarkerk

De Sint-Antonius Kluizenaarkerk (Église Saint-Antoine l'Ermite) is de parochiekerk van de tot de Henegouwse gemeente Celles behorende plaats Pottes, gelegen aan de Rue du Monument 2.
De gotische westtoren van de kerk is van 1432 en is opgetrokken in Doornikse steen. Het kerkgebouw werd in 1777 gesloopt, waarna een grotere kerk werd gebouwd. Op 17 juli 1911 brak er in deze kerk brand uit, waarop in 1912-1913 een nieuwe kerk werd gebouwd naar ontwerp van P. Clerbaux.
Het betreft een neogotisch bakstenen bouwwerk, een basilicale kruiskerk met ingebouwde westtoren in gotische stijl.